# Отана
Ота̀на (на италиански: Ottana; на сардински: Otzàna, Оцана) е малко градче и община в Южна Италия, провинция Нуоро, автономен регион и остров Сардиния. Разположено е на 185 m надморска височина. Населението на общината е 2400 души (към 2013 г.).